# Thierry Ninot
Thierry Ninot est un footballeur français né le 12 août 1959 à Cusset (Allier). 
Ce défenseur formé au RC Vichy, est révélé à l'AS Monaco avec laquelle il remporte une Coupe de France  en 1980 et le championnat de France en 1982.

## Carrière de joueur
- 1978-1984 :  AS Monaco
- 1984-1987 :  Stade rennais
- 1987-1991 :  Nîmes Olympique[1]

## Palmarès
- International A'[2] et espoirs
- Champion de France en 1982 avec l'AS Monaco
- Vice-champion de France en 1984 avec l'AS Monaco
- Vice-champion de France de Division 2 en 1991 avec le Nîmes Olympique
- Vainqueur de la Coupe de France 1980 avec l'AS Monaco[3]